# Gondogeneia thurstoni
Gondogeneia thurstoni is een vlokreeftensoort uit de familie van de Pontogeneiidae. De wetenschappelijke naam van de soort is voor het eerst geldig gepubliceerd in 1989 door Alonso.